# 少女偶像偵探團
「少女偶像偵探團」（なんてっ探偵♥アイドル）是由北崎拓所畫的推理題材日本漫畫。

## 故事簡介
小型經紀公司推出由白瀨晶、青井梨奈、赤阪可菜子三人組成的美少女偶像團體“三色少女”，卻不斷的遇上案件，白瀨晶透過與生俱來的推理能力，一一解決難題的故事

## 主要登場人物
三色少女
原文：トリコロール。大然譯做「Tricolor」「嗆妹偵探團」
白瀨晶
原文：白瀬アキラ。大然譯做「白瀨安琪娜」
本名日向亞希良（原文：日向亜希良。大然譯做「日向安其那」）。16歳、高中一年級。在校內是平凡的不起眼學生。
在團體中也是屬於較為不突出的角色，但是碰上事件就宛如換了一個人般，總是可以清楚的推理出事件的真相。
父親為環遊世界的的考古學家。目前寄住於叔叔家。
青井梨奈
本名龍江梨奈（原文：龍ケ江梨奈）。17歳、高中一年級。
父母雙亡，由經營雜貨店的奶奶扶養長大，有三個弟弟。
身材姣好，運動萬能，團體中屬於較性感的角色，身手極佳，甚至受到職業摔角手的認可。
赤坂可菜子
原文：赤坂可菜子。大然在姓氏部分曾有「赤坂」「紅坂」等翻譯
本名明坂可菜子。13歳、國中二年級。身材嬌小的美少女。
大家族的千金小姐，在警界高層頗有勢力，早期常透過家庭的影響力進入現場調查，但是家族其實頗反對可菜子踏入演藝圈，哥哥為副署長
為了繼承姐姐的遺志，後來離開三色少女，立志成為警察
新條揚羽
原文：新条あげは
15歳、國中三年級。可菜子離隊後加入的。有超乎常人的記憶力。
日影谷馨
三色少女所屬超流行經紀公司（大然版本為夢幻明星經紀公司）的社長，雖然是一間窮困弱小的經紀公司，但似乎曾經培養出大明星。
曾經是人氣搖滾樂團「夢幻搖滾」歌手
片岡冰介
搖滾歌手，結識三色少女後對晶越來越有好感，還替三色少女製作專輯，真實身份為怪盜利斯特。
怪盜利斯特（原文：怪盗リスト。大然譯做「怪盜李斯特」）
每次作案前都會發預告信，得手後總是會留下一張李斯特樂譜的怪盜，三色少女的對手，
成宮清春
亞希良的同班同學，喜歡三色少女的小晶，最後與亞希良結婚。十數年後成為三色少女所屬經紀公司的社長。
室戶龍之介
熱衷於偶像活動的警察，故事中期升官為警部，與梨奈交往，最後結婚。
明坂銳一
可菜子的哥哥，反對可菜子涉足演藝界。繼承姐姐的遺志，將逮捕聖誕老人為目標。
聖誕老人
本名石塚勝一，片岡冰介小時候的朋友。
十多年前的連續殺人魔，因為會將被害者生前最想要的東西放在襪子中遺留在死者身邊而得名，可菜子的姐姐就是死於聖誕老人，因此明坂家將逮捕聖誕老人視為目標。
因為羨慕並且憧憬片岡冰介，因此想要奪取他的人生，不但將自己的容貌整成跟與片岡相同，並多次嫁禍給怪盜利斯特，最後由於晶的行動讓警方追查到藏身處，最後遭到狙殺。
三色少女二代
十多年後，由原本團員後代所組成的團體
Akira
本名成宮沙苗，15歲，高中一年級
晶獨生女，似乎也繼承了母親的思考推理能力。
Kanako
本名明坂美貫，17歲，高中三年級
可菜子姪女，為團體的領隊。
Rina
本名室戶由乃，14歲，國中二年級
梨奈次女。